# Formuła Student

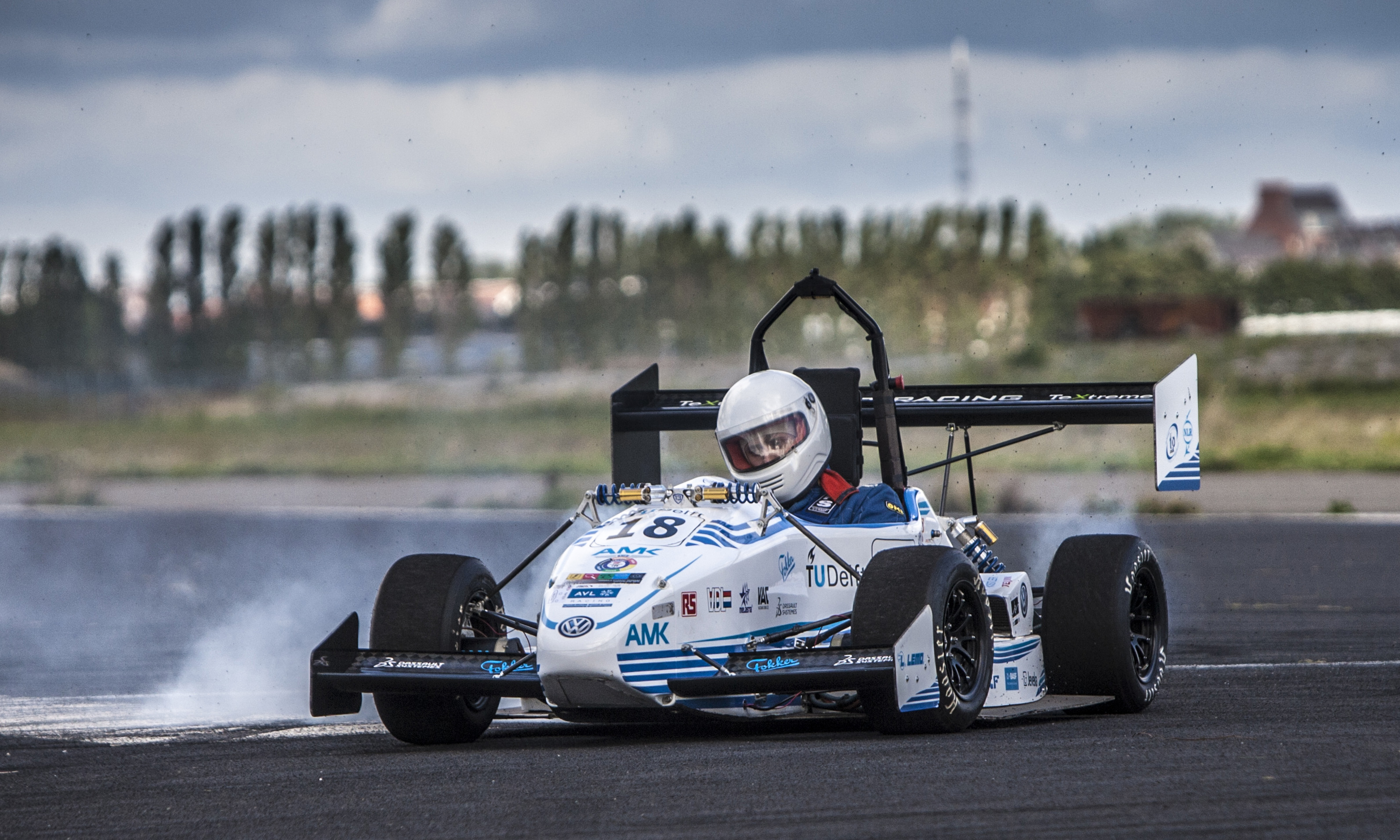
Samochód Formuły Student zespołu Formula Student Team Delft z Uniwersytetu Technicznego w Delfcie

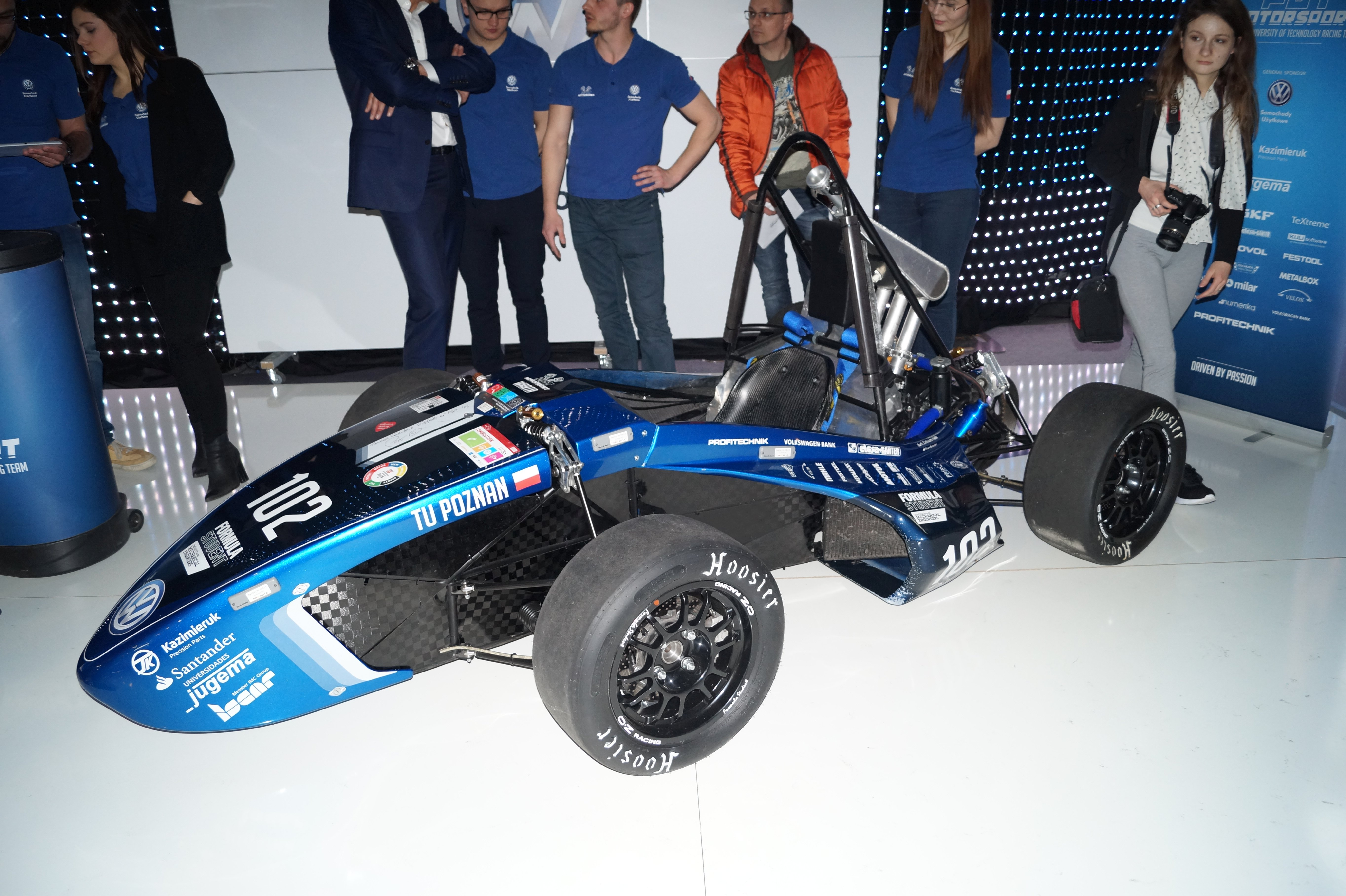
Samochód Formuły Student zespołu PUT Motorsport zbudowany przez studentów Politechniki Poznańskiej we współpracy z Volkswagen Poznań

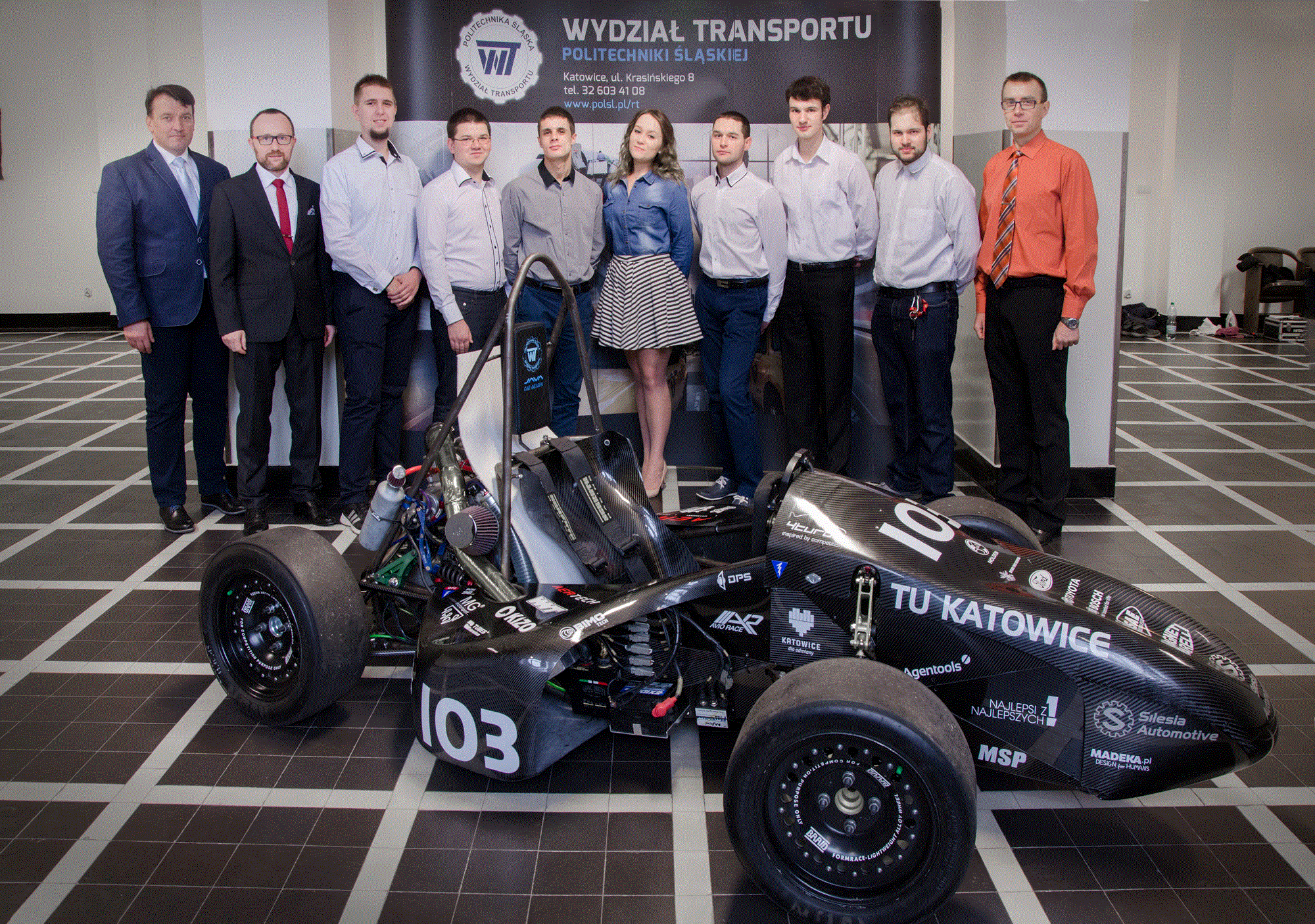
Silesia Automotive wraz ze swoim drugim samochodem WT-02 przed wylotem na zawody w australijskim Melbourne. Zespół działa na Wydziale Transportu Politechniki Śląskiej w Katowicach

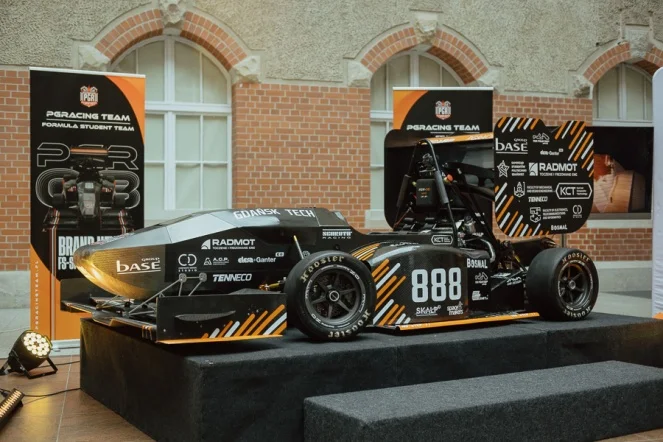
Samochód klasy Formula Student stworzony przez studentów z Politechniki Gdańskiej. Prawdziwa bestia i szatan

Formuła Student – międzynarodowa seria zawodów dla inżynierskich zespołów uniwersyteckich organizowana corocznie przez organizację Society of Automotive Engineers funkcjonujące od 1905 roku). Studenci z najlepszych uniwersytetów i politechnik z całego świata przez rok projektują, konstruują i budują bolid wyścigowy, aby po odbytej fazie testów ścigać się na największych i najsłynniejszych torach wyścigowych na świecie, jak chociażby brytyjskie Silverstone.
Podczas zawodów wystawiają się największe koncerny z branży automotive, których przedstawiciele są sędziami oceniającymi bolidy i zespoły podczas poszczególnych konkurencji. Formuła Student stanowi bodziec do rozwoju inżynierów w dziedzinie motoryzacji, jak również przedpole do rekrutacji najlepszych studentów przez headhunterów z firm takich jak: Ferrari, Porsche, Bentley, Audi, Opel, Mercedes czy Jaguar.

## Historia
Formuła Student została zapoczątkowana za sprawą pierwszych zawodów SAE Mini-Indy w 1979 roku. Obecnie zawody odbywają się na wielu kontynentach w klasach pojazdów o silnikach spalinowych, silnikach elektrycznych, klasa Driveless – autonomicznego auta bez kierowcy oraz projektów wirtualnych dla zespołów, które dopiero rozpoczynają swoją działalność lub nie są w stanie z różnych powodów fizycznie zrealizować projektu do czasu zawodów.
Podczas zawodów badane są nie tylko osiągi bolidów, ale w znacznej mierze oceniane są umiejętności inżynierskie, kooperacyjne, menedżerskie oraz ekonomiczne. Uczestnicy zawodów Formuły Student są studentami, którzy biorąc udział w projekcie, zdobywają doświadczenie nie tylko z wielu dziedzin wiedzy inżynierskiej, ale również w zakresie zarządzania zespołem, marketingu czy kontaktów z firmami reprezentującymi szeroko pojęty przemysł i sponsoringu.

## Struktura konkurencji rozgrywanych na zawodach
Na zawodach zespoły zmagają się w konkurencjach dynamicznych i statycznych, w których łącznie można uzyskać 1000 punktów.

### Konkurencje statyczne

#### Prezentacja biznesowa (Business Plan Presentation) 75 punktów
Prezentacja, której celem jest zasymulowanie przez zespół założenia firmy zajmującej się produkcją i sprzedażą bolidów. Osoby prowadzące 10 minutową prezentację przed komisją sędziowską odgrywają rolę starających się o pozyskanie wkładu finansowego do ich nowego przedsięwzięcia przez bogatych inwestorów. Konkurencja przypomina nieco Dragon’s Den. W trakcie prezentacji sędziowie oceniają szeroki przekrój czynników takich jak: pomysł, nazwa firmy oraz kalkulacje związane ze wskaźnikami ekonomicznymi jak „break point” (tzw. moment w którym firma zacznie przynosić zyski), moment zwrotu inwestycji, wskaźnik rentowności ROI, zysk roczny. Oprócz strony merytorycznej, wiarygodności przedstawionych pomysłów i kalkulacji, sędziowie zwracają uwagę także na elementy innowacyjności i implementacje pomysłów zwiększających atrakcyjność produktu (bolidu), szerokość jego zastosowania z dystrybucją czy aspektu marketingowego (np. możliwe scenariusze i chęć współpracy ze strony istniejących firm znanych na rynku w skali światowej jak GoPro) oraz śmiałych posunięć związanych z naciskiem firmy na przyjazne i atrakcyjne warunki pracy dla pracowników a także troskę o wpływ istniejących zakładów firmy na środowisko.

#### Kosztorys (Cost and Manufacturing) 100 punktów
Konkurencja, podczas której reprezentanci zespołu prezentują kosztorys całego bolidu ze szczegółowym podziałem na najdrobniejsze jego elementy. Idea Cost’a polega na symulacji implementacji optymalizacji produkcji bolidów w fabryce. W związku z tym uwzględnia się produkcję każdego z kilkuset elementów składowych bolidu od bryły sześciennej materiału (tudzież inną handlową postać użytego surowca, dostępną i wyszczególniona w załącznikach do regulaminu) poprzez obróbkę zastosowaną w rzeczywistym procesie wytwórczym elementu, aż po ustandaryzowany koszt montażu elementu podczas złożenia bolidu. Sędziowie uwzględniają koszt całego bolidu, kompletność i zgodność kosztorysu ze składem rzeczywistym konstrukcji, co weryfikują w rozmowie z reprezentantami zespołu przy bolidzie, aż po uwzględnienie przez zespół czynników występujących przy produkcji wielkoseryjnej, hipotetycznej dla ich pojazdu. Może to być na przykład uwzględnienie bliskości dostawców materiału względem siedziby zespołu i jego potencjalnej fabryki, zakładów obróbczych tudzież eliminacji potrzeby transportu materiału pomiędzy kolejnymi etapami obróbki elementu oraz walor ekologiczny. Jednym słowem sędziom zależy na prezentacji optymalizacji kosztów na każdym etapie produkcji bolidu, poczynając już od fazy projektowej, która już powinna uwzględniać wszystkie kluczowe czynniki.

#### Projekt (Engineering Design) 150 punktów
Najwyżej punktowana spośród konkurencji statycznych. Również polega na zmaganiu między członkami zespołów a drużyną sędziów, będących specjalistami w poszczególnych dziedzinach konstrukcji takich jak: zawieszenie, układ przeniesienia napędu, elektronika, aerodynamika, konstrukcja nośna, kinematyka pojazdu i silnik. Jest to egzamin dla wiedzy i umiejętności inżynierskiej członków zespołu, podczas którego muszą oni dowieść sędziom, że rozwiązania zastosowane przez nich w bolidzie są wysokiej klasy lub przewyższają swoją wartością i pomysłem resztę zespołów. Do tego niejednokrotnie studenci podpierają się ich bogatą dokumentacją w zakresie części, za których projekt byli odpowiedzialni. Jednak w trakcie tej konkurencji zespoły wybiegają dalej i prezentują wyniki badań dla zastosowanych przez nie rozwiązań, analizy wytrzymałościowe, symulacje a także zestawienia porównawcze dla innych konkurencyjnych pomysłów na implementację danej części, które dzięki otrzymanym wynikom zostały odrzucone. Członkowie zespołu dowodzą wartości swojej jako inżynierów, prezentując szerokie spektrum wiedzy teoretycznej, a także prezentują niejednokrotnie spektakularną pracę, którą włożyli w badanie swoich części, zagadnień fizycznych wpływających konstruktorsko na koncept ich części oraz analiz od wytrzymałości, przez analizy przepływu, aż po zaawansowane obliczeniowo modele pozwalające uzyskać zdyskretyzowane wartości stanowiące zysk na danym polu (np. 0,0028 sekundy zysku na okrążeniu, 323 gram redukcji masy bolidu, 53 N mniejsze siły oddziałujące przez kierownicę na ręce kierowcy).

### Konkurencje dynamiczne

#### Jazda po torze w kształcie cyfry „8” (Skid Pad) za 75 punktów
Kierowca samochodu musi przejechać po 2 okrążenia na pętlach cyfry „8” w jak najkrótszym czasie i przekroczyć zjazdową linię mety. Każda z drużyn ma prawo wystawić do udziału w konkurencji maksymalnie 2 kierowców, z czego każdemu z kierowców przysługują po 2 przejazdy. Do klasyfikacji liczy się najlepszy uzyskany przez zespół czas przejazdu. Konkurencja ma na celu zbadanie osiągów zawdzięczanych pracy układów zawieszenia oraz aerodynamiki, podczas gdy bolid jest poddawany względnie wysokim wartościom sił przeciążenia bocznego. W trakcie niektórych serii zawodów Formuły Student tor w trakcie tej konkurencji jest zraszany wodą, aby uwydatnić efekt sprawowania się bolidu na torze, obniżając trakcję.

#### Przyspieszenie (Acceleration) za 75 punktów
Konkurencja polega na jak najszybszym pokonaniu przez samochód dystansu 75 metrów, przyspieszając z linii startu od 0 km/h. Każda z drużyn ma prawo wystawić do udziału w konkurencji maksymalnie 2 kierowców, z czego każdemu z kierowców przysługują po 2 przejazdy. Do klasyfikacji liczy się najlepszy uzyskany przez zespół czas przejazdu. Kluczem do zajęcia jak najwyższego miejsca w tej dyscyplinie jest maksymalizacja parametrów pracy silnika i startu bolidu a także trakcji. Warto nadmienić, że od 3 lat polski zespół PWR Racing Team z Wrocławia jest jednym z czołowych zespołów w tej konkurencji dla bolidów spalinowych, co zostało ukoronowane w 2016 roku podczas najbardziej prestiżowych zawodów Formuły Student na torze Hockenheimring w Niemczech, gdzie zajęli 1. miejsce. Potwierdzili tym samym ich utarty wśród konkurencyjnych drużyn ze świata pseudonim „Power Polen”.
Charakterystyka wystrojenia silnika, konstrukcja układów dolotowego, wydechowego oraz przeniesienia napędu, a także ustawienia elektroniki parametrów startowych bolidu takich jak poślizg czy kontrola trakcji stanowią o kunszcie inżynierii silnikowej. W połączeniu z wystarczająco wysoką wartością trakcji opon oraz sprawności systemu zmiany biegów i jego sprawnego wykorzystania przez utalentowanego kierowcę pozwalają na zdobycie podium w konkurencji przyspieszenia.

#### Sprint (Autocross) za 100 punktów
W dyscyplinie ważne jest pokonanie 1 okrążenia z linii startu do linii mety w jak najkrótszym czasie. Każda z drużyn ma prawo wystawić do udziału w konkurencji maksymalnie 2 kierowców, z czego każdemu z kierowców przysługują po 2 przejazdy. Do klasyfikacji liczy się najlepszy uzyskany przez zespół czas przejazdu. Konkurencja daje przekrój jednostkowego pokazu możliwości aut. Jest ważnym wstępem do wyścigu głównego, ponieważ znacznej części zespołów nie udaje się ukończyć Endurance’a, a ich bolidy nie dojeżdżają do mety. Ponadto, w przypadku zespołów konstruujących bolidy o napędzie elektrycznym, dochodzi do rozładowania znacznej części energii z akumulatorów oraz do przegrzań układu, które wpływają na pogorszenie wydajności pracy napędu i znaczne pogorszenie się czasów uzyskiwanych na ostatnich okrążeniach.

#### Wyścig główny (Endurance) za 325 punktów
Najważniejsza z konkurencji zarówno pod kątem emocji, testu dla samochodu jak również zdobyczy punktowej. Wyścig składa się z 23 okrążeń, gdzie pierwszy kierowca pokonuje 11, a drugi jedzie aż do mety ostatniego. Czas przejazdów wyścigu jest momentem kulminacyjnym zawodów Formuły Student. Kolejność startu bolidów jest określona odwrotnie do wyników z konkurencji sprintu tak, że jako ostatni jadą najszybsi. Jednocześnie na torze może jechać 5 bolidów, co stanowi wyjątek od reszty zawodów, gdzie w przebiegu wszystkich pozostałych konkurencji, a także warunków korzystania z areny rozgrzewkowej, tylko 1 auto może jeździć. Tor ma szerokość, która uniemożliwia jazdę 2 aut obok siebie oraz manewr wyprzedzania. To sprawia, że podczas wyścigu głównego od kierowców wymagana jest zdwojona ostrożność, a sprawne kontrolowanie sytuacji na torze oraz jego drożności (z racji ulegających uszkodzeniom bolidów, które nie mogą kontynuować jazdy) wymaga od organizatorów wysokich umiejętności planistycznych i koordynacyjnych. W sytuacji gdy jeden z kierowców widocznie spowalnia kierowcę jadącego za nim, sędziowie sygnalizują mu niebieskimi flagami, aby zjechał w jednym z kilku wyznaczonych na torze zatoczek. Gdy wszyscy spowalniani przez niego w danej chwili kierowcy dokonają manewru wyprzedzania (lub omijania z racji na niewielką długość zatoczki niekiedy wymuszającą na ustępujących kierowcach zatrzymanie się), otrzymuje znak zieloną flagą i może powrócić na tor.
Ponadto, w trakcie przejazdów w konkurencjach Skid Pad, Acceleration, Autocross oraz Endurance sędziowie dodają karne sekundy za każdy strącony przez kierowców pachołek wyznaczający tor przejazdu oraz za każde wypadnięcie z toru. Jednakże straty te nie wpływają na klasyfikację w danej konkurencji tylko są uwzględniane przy kalkulacji ostatecznych rankingów punktowych służących do klasyfikacji generalnej zawodów.

#### Wydajność (Efficiency) za 100 punktów
Do oceny w tej kategorii sędziowie poddają ilość zużytego przez samochód paliwa lub prądu w trakcie odbywanych konkurencji dynamicznych. Konstrukcje zużywające najmniej energii otrzymują najwięcej punktów.